# Art Throop

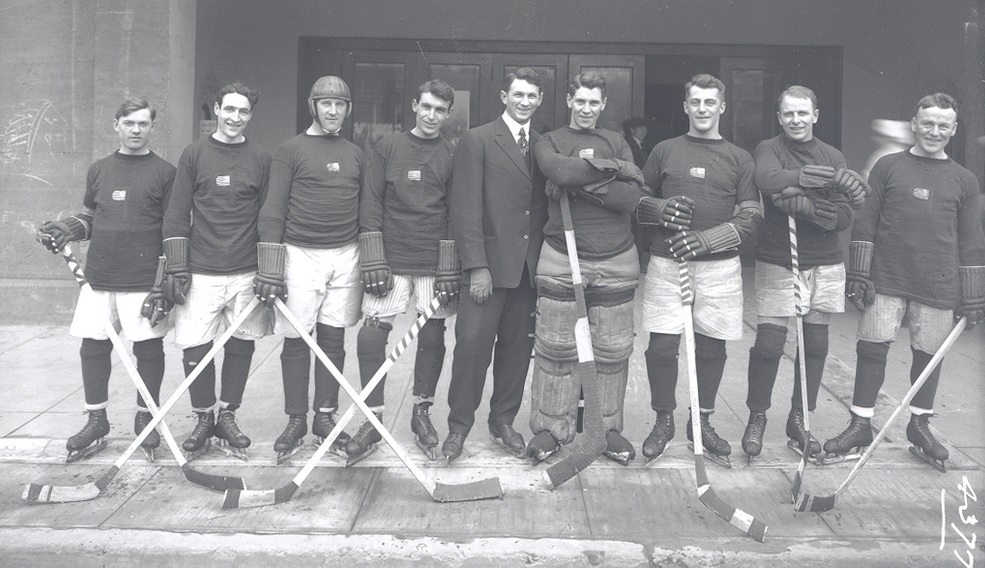
Art Throop, längst till höger, med Portland Rosebuds säsongen 1914–15.

Arthur Leonard "Art" Throop, född 19 augusti 1884 i Ottawa, död 24 juni 1973 i Haileybury, Ontario, var en kanadensisk professionell ishockeyspelare. Throop spelade professionellt för Haileybury Comets och Toronto Tecumsehs i NHA, New Westminster Royals och Portland Rosebuds i PCHA, Pittsburgh Lyceum i WPHL samt med Brantford Indians i OPHL åren 1909–1915.
Före proffsåren i WPHL, OPHL, NHA och PCHA spelade Throop bland annat för Ottawa Victorias i Federal Amateur Hockey League. I mars 1907 deltog han i en match med Ottawa Victorias mot Cornwall Hockey Club som urartade i våldsamt spel och slutade med att Cornwalls Owen "Bud" McCourt morgonen efter matchen avled efter att ha blivit slagen medvetslös under matchen av Victorias spelare Charles Masson. Throop själv skadade sig illa i huvudet efter att ha mottagit slag från en motståndares klubba.

## Statistik
| 1905–06     | Ottawa Victorias       | FAHL              | 8  | 6  | 0  | 6  | 10 | – | – | – | – | – |
| 1906–07     | Ottawa Victorias       | FAHL              | 7  | 4  | 0  | 4  | –  | – | – | – | – | – |
| 1907–08     | Pittsburgh Lyceum      | WPHL              | 17 | 7  | 0  | 7  | –  | – | – | – | – | – |
| 1907–08     | Pittsburgh Bankers     | World Pro. Series | –  | –  | –  | –  | –  | 1 | 0 | 0 | 0 | – |
| 1908–09     | Pittsburgh Lyceum      | WPHL              | 8  | 3  | 0  | 3  | –  | – | – | – | – | – |
| 1908–09     | Brantford Indians      | OPHL              | 15 | 17 | 0  | 17 | 52 | – | – | – | – | – |
| 1910        | Haileybury Comets      | NHA               | 12 | 9  | 0  | 9  | 43 | – | – | – | – | – |
| 1012–13     | Toronto Tecumsehs      | NHA               | 20 | 11 | 0  | 11 | 48 | – | – | – | – | – |
| 1913–14     | New Westminster Royals | PCHA              | 10 | 5  | 3  | 8  | 18 | – | – | – | – | – |
| 1914–15     | Portland Rosebuds      | PCHA              | 18 | 16 | 8  | 24 | 43 | – | – | – | – | – |
| NHA totalt  | NHA totalt             | NHA totalt        | 32 | 20 | 0  | 20 | 91 | – | – | – | – | – |
| PCHA totalt | PCHA totalt            | PCHA totalt       | 28 | 21 | 11 | 32 | 61 | – | – | – | – | – |

Statistik från justsportsstats.com